# Румунске владарке
Следи списак румунских владарки

## Кнегиње

### Династија Куза
| Слика | Име        | Отац   | Рођење        | Брак  | Постала владарка | Престала да влада | Смрт           | Супружник            |
| ----- | ---------- | ------ | ------------- | ----- | ---------------- | ----------------- | -------------- | -------------------- |
|       | Елена Куза | Розети | 17. јун 1825. | 1844. | 24. јануар 1859. | 11. фебруар 1866. | 2. април 1909. | Александар Јоан Куза |

### Династија Хоенцолерн-Сигмаринген
| Слика | Име               | Отац           | Рођење             | Брак               | Постала владарка   | Престала да влада | Смрт          | Супружник      |
| ----- | ----------------- | -------------- | ------------------ | ------------------ | ------------------ | ----------------- | ------------- | -------------- |
|       | Елизабета од Вида | Херман од Вида | 29. децембар 1843. | 15. новембар 1869. | 15. новембар 1869. | 1. март 1881.     | 2. март 1916. | Херман од Вида |

## Краљице

### Династија Хоенцолерн-Сигмаринген
| Слика | Име                 | Отац                            | Рођење             | Брак               | Постала владарка  | Престала да влада | Смрт          | Супружник          |
| ----- | ------------------- | ------------------------------- | ------------------ | ------------------ | ----------------- | ----------------- | ------------- | ------------------ |
|       | Елизабета од Вида   | Херман од Вида                  | 29. децембар 1843. | 15. новембар 1869. | 1. март 1881.     | 10. октобар 1914. | 2. март 1916. | Херман од Вида     |
|       | Марија од Единбурга | Алфред од Саксен-Кобурга и Готе | 29. октобар 1875.  | 10. јануар 1893.   | 10. октобар 1914. | 20. јул 1927.     | 18. јул 1938. | Фердинанд Румунски |

## Краљице у Егзилу
| Слика | Име          | Отац                 | Рођење              | Брак          | Постала владарка | Престала да влада | Смрт            | Супружник      |
| ----- | ------------ | -------------------- | ------------------- | ------------- | ---------------- | ----------------- | --------------- | -------------- |
|       | Ана Румунска | Рене од Бурбон-Парме | 18. септембар 1923. | 10. јун 1948. | 10. јун 1948.    | данас             | 1. август 2016. | Михај Румунски |